# Sandy van Ginkel
Harmen Peter Daniel (Daniel, posteriormente Sandy) van Ginkel, (10 de fevereiro de 1920 – 5 de julho de 2009) foi um arquiteto e urbanista neerlando-canadiano, que participou ativamente no planeamento da Expo 67.
Van Ginkel estudou arquitetura na Elckerlyc Academy of Architecture and Applied Art em Lage Vuursche e sociologia na Universidade de Utrecht. Durante a Segunda Guerra Mundial foi membro ativo da resistência neerlandesa. Após concluir os estudos, trabalho em planeamento em ateliês de arquitetura nos Países Baixos, Suécia e República da Irlanda, e abriu o seu próprio em Amesterdão. Teve vários projetos colaborativos com Aldo van Eyck. Como membro do Congrès International d'Architecture Moderne escreveu o Manifesto de Doorn dos arquitetos do Team 10.
Casou com a arquiteta canadiana Blanche Lemco, que conhecera no congresso CIAM em Aix-en-Provence em 1953 , e aos 37 anos o casal foi viver para Montréal, onde fundou a empresa de design e gestão Ginkel Associates.
Teve um grande papel na revitalização do bairro Vieux-Montréal no início da década de 1960. Como diretor assistente do recém-formado departamento de planeamento da cidade de Montreal, convenceu as autoridade a desistir dos planos de uma auto-estrada que cortaria a meio a velha cidade.
Em 2007, foi nomeado membro da Ordem do Canadá em reconhecimento por "ter trazido uma maior apreciação do impacto da infraestrutura no carácter do desenvolvimento urbano".
Faleceu enquanto dormia, em 5 de julho de 2009, numa clínica de Toronto.